# Tích Lan thuộc Anh
Ceylon thuộc Anh (Tiếng Sinhala: බ්‍රිතාන්‍ය ලංකාව, La tinh hóa: Britānya Laṃkāva; Tiếng Tamil: பிரித்தானிய இலங ்கை, La tinh hóa: Biritthāṉiya Ilaṅkai; Tiếng Anh: British Ceylon), tên gọi chính thức: Các Khu định cư và Lãnh thổ chính thức của Anh tại Đảo Tích Lan (Ceylon) với các Lãnh thổ phụ thuộc từ 1802 đến 1833, sau đó là Đảo Tích Lan và các Lãnh thổ và Vùng phụ thuộc từ năm 1833 đến năm 1931 và cuối cùng là Đảo Ceylon và Vùng phụ thuộc từ năm 1931 đến năm 1948, là Thuộc địa vương thất của Vương quốc Anh từ năm 1796 đến ngày 4 tháng 2 năm 1948 và ngày nay là đất nước Sri Lanka. Ban đầu, khu vực nó bao phủ không bao gồm Vương quốc Kandy, vốn là một xứ bảo hộ, nhưng từ năm 1817 đến năm 1948, tài sản của Anh bao gồm toàn bộ đảo Ceylon, nay là quốc gia Sri Lanka.

## Lịch sử

### Bối cảnh
Trước khi người Hà Lan bắt đầu thực hiện quyền tài phán của mình, đảo Ceylon bị chia cắt giữa Đế quốc Bồ Đào Nha và Vương quốc Kandy, những người đang ở giữa cuộc chiến tranh giành quyền kiểm soát toàn bộ hòn đảo. Hòn đảo đã thu hút sự chú ý của Cộng hòa Hà Lan mới thành lập khi họ được mời đến bởi Vua Sinhale để chiến đấu chống lại người Bồ Đào Nha. Sự cai trị của Hà Lan đối với phần lớn hòn đảo đã sớm được áp đặt.
Vào cuối thế kỷ XVIII, người Hà Lan suy yếu do các cuộc chiến tranh chống lại Vương quốc Anh, đã bị nước Pháp thời Napoléon chinh phục, và các nhà lãnh đạo của họ trở thành người tị nạn ở London. Không còn khả năng cai quản phần hòn đảo của họ một cách hiệu quả, người Hà Lan đã chuyển giao quyền cai trị hòn đảo đó cho người Anh, mặc dù điều này trái với mong muốn của những người Hà Lan cư trú tại đó. Việc chiếm đảo ngay lập tức mang lại 300.000 bảng tiền hàng hóa, cũng như việc mua lại các đồn điền quế, khiến đây trở thành một dự án kinh doanh có giá trị.

### Chiến tranh Kandy
Ngay sau khi Vương quốc Anh giành được các phần đất Ceylon do người châu Âu kiểm soát từ tay người Hà Lan, họ muốn mở rộng phạm vi ảnh hưởng mới của mình bằng cách biến Vương quốc Kandy bản địa thành một xứ bảo hộ, một đề nghị ban đầu bị Vua Kandy từ chối. Mặc dù chính quyền Hà Lan trước đây không đủ quyền lực để đe dọa triều đại của các vị vua Kandy, nhưng người Anh mạnh hơn nhiều. Việc người Kandy từ chối chấp nhận một chế độ bảo hộ cuối cùng đã dẫn đến chiến tranh, kết thúc bằng sự đầu hàng của người Kandy.

### Công ước Kandy
Sự cai trị của Vua Sri Vikrama Rajasinghe không được các thủ lĩnh của ông ủng hộ. Nhà vua, người gốc Nam Ấn Độ, phải đối mặt với các thủ lĩnh quyền lực và tìm kiếm các biện pháp tàn nhẫn để đàn áp sự nổi tiếng của họ đối với người dân. Một cuộc đảo chính thành công được tổ chức bởi các thủ lĩnh Sinhala, trong đó họ chấp nhận Vương quốc Anh là chủ quyền mới của mình. Điều này đã chấm dứt dòng dõi của vương quốc Kandy và Vua Rajasinghe bị bắt làm tù binh, chấm dứt hy vọng rằng người Anh sẽ cho phép ông duy trì quyền lực. Hiệp ước Kandy được ký kết vào năm 1815 được gọi là Công ước Kandy và nêu rõ các điều khoản theo đó lãnh thổ của người Kandy giữ vị trí như một lãnh thổ bảo hộ của Anh. Phật giáo sẽ được Vương miện bảo vệ và Cơ đốc giáo sẽ không bị áp đặt lên dân chúng, như đã xảy ra dưới thời cai trị của Đế quốc Bồ Đào Nha và Cộng hòa Hà Lan. Công ước Kandy là một văn bản pháp lý quan trọng vì nó quy định các điều kiện mà người Anh đã hứa đối với lãnh thổ Kandy.

### Cuộc nổi dậy Uva
Các gia tộc cầm quyền của Kandy mất chưa đầy hai năm để nhận ra rằng quyền lực của chính phủ Anh về cơ bản là khác với quyền lực của triều đại Nayakkar (bị phế truất). Ngay sau đó, người Kandy nổi dậy chống lại người Anh và tiến hành chiến tranh du kích. Sự bất mãn với các hoạt động của người Anh nhanh chóng trở thành cuộc nổi dậy công khai, bắt đầu ở Công quốc Uva vào năm 1817, được gọi là Cuộc nổi dậy Uva, còn được gọi là Chiến tranh Kandy lần thứ ba. Nguyên nhân chính của cuộc nổi loạn là do chính quyền Anh không bảo vệ và duy trì các truyền thống Phật giáo truyền thống, vốn được người dân đảo xem như một phần không thể thiếu trong cuộc sống của họ.
Cuộc nổi dậy, nhanh chóng phát triển thành một cuộc chiến tranh du kích kiểu mà người Kandy đã chiến đấu chống lại các cường quốc châu Âu trong nhiều thế kỷ trước đó, tập trung vào giới quý tộc Kandy và sự bất hạnh của họ trước những diễn biến dưới sự cai trị của Anh kể từ năm 1815. Tuy nhiên, đây là cuộc nổi dậy cuối cùng thuộc loại này và ở Tỉnh Uva, một chính sách khắc nghiệt đã được theo đuổi, và tất cả nam giới từ 15 đến 60 tuổi đều bị đuổi ra ngoài, bị đày ải hoặc bị giết. Vương quốc Anh sáp nhập Vương quốc Kandy vào Ceylon thuộc Anh vào năm 1817.

### Phát triển
Sujit Sivasundaram lập luận, củng cố phân tích đầu tiên được thực hiện bởi nhà sử học địa phương nổi tiếng, G.C. Mendis trong cuốn sách của mình, "Ceylon Under the British", rằng người Anh đã sử dụng kiến thức địa lý để đánh bại quân Kandy ở các khu vực rừng núi và rừng rậm ở trung tâm Ceylon. Họ đã sử dụng những người cung cấp thông tin địa phương và các nhà khảo sát người Anh để lập bản đồ hòn đảo, sau đó xây dựng một mạng lưới đường bộ để mở khu vực trung tâm. Điều này tạo khả năng sản xuất nông nghiệp đồn điền xuất khẩu, cũng như kiểm soát quân sự chặt chẽ hơn.
Với các thương cảng Trincomalee và Colombo, thuộc địa này là một trong số rất ít cung cấp nguồn quế trên thế giới. Loại gia vị này cực kỳ có giá trị và Công ty Đông Ấn Anh bắt đầu trồng nó vào năm 1767, nhưng Ceylon vẫn là nhà sản xuất chính cho đến cuối thế kỷ XVIII
Việc lắp đặt tuyến đường sắt được thực hiện dưới thời Thống đốc Henry Ward. Các công trình lớn khác của người Anh bao gồm các dự án xây dựng đường xá, thành lập các đồn điền chè và cà phê, bệnh viện và nhà hộ sinh.

## Nhân khẩu học
Dân số đa chủng tộc của Ceylon đủ đông để hỗ trợ thực dân châu Âu; hậu duệ của người Bồ Đào Nha và Hà Lan trong 440 năm lịch sử thuộc địa vừa qua đủ lớn để điều hành một chính phủ ổn định. Không giống như những người cai trị trước đó, người Anh bắt tay vào một chương trình trồng trọt, ban đầu mang lại những đồn điền cà phê cho hòn đảo. Những thứ này sau đó đã bị xóa sổ bởi bệnh rỉ sắt cà phê. Cây cà phê được thay thế bằng đồn điền chè và cao su. Điều này làm cho Ceylon trở thành một trong những quốc gia giàu có nhất ở châu Á.
Người Anh cũng đưa người Tamil từ Ấn Độ thuộc Anh đến và biến họ thành những người lao động có giao kèo ở Hill Country. Con số này bổ sung cho vài trăm nghìn người Tamil đã sống ở các tỉnh Maritime và 30.000 người Tamil Hồi giáo khác. Hòn đảo lưỡng cực về mặt ngôn ngữ cần một ngôn ngữ liên kết và tiếng Anh đã trở nên phổ biến ở Ceylon.
Các cuộc điều tra dân số ở Ceylon bắt đầu vào năm 1871 và tiếp tục 10 năm một lần. Điều tra dân số năm 1881 cho thấy tổng dân số là 2,8 triệu người, bao gồm 1,8 triệu người Sinhalese; 687.000 người Tamil ở Ceylon và Ấn Độ; 185.000 người Moor; cũng như 4.800 người châu Âu; 17.900 người Burghers và người Âu-Á; 8.900 người Mã Lai; 2.200 người Veddhas; và 7.500 người thuộc chủng tộc khác khác.
Các cuộc Tổng điều tra năm 1871, 1881, 1891 và 1901 đã cho thấy người Tamil Ceylon và người Tamil Ấn Độ của Sri Lanka được nhóm lại với nhau. Đến năm 1911, người Tamil Ấn Độ được coi là một thể loại riêng biệt. Thống kê dân số tiết lộ rằng vào năm 1911, người Tamil Ấn Độ chiếm 12,9%, trong khi người Tamil Sri Lanka chiếm 12,8% trong tổng số 4.106.400 dân số; năm 1921 là 13,4% và 11,5%; năm 1931 là 15,2% và 11,3%, và năm 1946 là 11,7% và 11,0%. Các cuộc điều tra dân số cho thấy rằng trong một khoảng thời gian dài trong lịch sử của Ceylon, người Tamil Ấn Độ đông hơn người Tamil Ceylon cho đến giữa năm 1971 và 1981 khi hơn 50% dân số Tamil Ấn Độ được hồi hương với tư cách là công dân Ấn Độ trở lại Ấn Độ. Tuy nhiên, nhiều người Tamil Ấn Độ cũng được cấp quốc tịch Sri Lanka và sau đó tuyên bố họ là người Tamil Sri Lanka.

## Chính phủ và quân đội

### Chính phủ Anh ở Ceylon
Giữa năm 1796 và 1948, Ceylon là thuộc địa vương thất Anh. Mặc dù quân chủ Anh là nguyên thủ quốc gia, nhưng trên thực tế, các chức năng của vua hoặc nữ hoàng được thực hiện ở thuộc địa bởi Thống đốc thuộc địa, người hành động theo chỉ thị của chính phủ Anh ở Luân Đôn.
Về cách tiếp cận quyền tự trị và độc lập, Ủy ban Donoughmore đã đề xuất Hiến pháp Donoughmore 1931-1947, một trong những nỗ lực nhằm tạo ra một giải pháp khả thi cho phép giải quyết những khác biệt giữa các cộng đồng. Điều này đã được thay thế bằng các đề xuất của Ủy ban Soulbury dẫn đến Quyền tự trị Ceylon năm 1948-1972, sau đó Cộng hòa Sri Lanka Tự do, Chủ quyền và Độc lập được thành lập.

### Lực lượng vũ trang
Lực lượng Phòng vệ Ceylon (CDF) là quân đội của Ceylon thuộc Anh. Được thành lập vào năm 1881 với tên gọi Tình nguyện viên Ceylon, với tư cách là lực lượng dự bị quân sự ở thuộc địa Ceylon của Vương quốc Anh, đến năm 1910, nó đã phát triển thành Lực lượng Phòng vệ Ceylon, một lực lượng chính quy chịu trách nhiệm bảo vệ Ceylon. CDF nằm dưới sự chỉ huy của Tổng tư lệnh, Ceylon, của Quân đội Anh tại Ceylon nếu được huy động. Tuy nhiên, việc huy động chỉ có thể được thực hiện khi có lệnh của Thống đốc. Lực lượng Phòng vệ Ceylon đã từng tham gia một số cuộc chiến như Chiến tranh Boer thứ hai và cả hai lần Thế chiến. Nó là tiền thân của Quân đội Ceylon.[19]
Cảng Trincomalee là căn cứ chiến lược quan trọng của Hải quân Hoàng gia Anh cho đến năm 1948, chủ yếu để kiểm soát các tuyến đường biển ở Ấn Độ Dương.

### Trích dẫn
1. ↑  "The British Empire in 1924". The British Empire. Truy cập ngày 7 tháng 11 năm 2017.
2. 1 2 3  The Population of Sri Lanka (PDF). Population Growth: C.I.C.R.E.D. Series. 1974. tr. 3–4. Lưu trữ (PDF) bản gốc ngày 1 tháng 7 năm 2014. Truy cập ngày 2 tháng 8 năm 2014.
3. 1 2 3  "Sri Lanka". www.worldstatesmen.org. Truy cập ngày 17 tháng 1 năm 2023.
4. ↑  Christie, Nikki (2016). Britain: losing and gaining an empire, 1763–1914. Pearson. tr. 53.
5. ↑  Lessons on British 'decency' Lưu trữ ngày 17 tháng 5 năm 2022 tại Wayback Machine, The Nation
6. ↑  Keppetipola and the Uva The Great Liberation War Virtual Library Sri Lanka. Retrieved 2007-10-01.
7. ↑  "Uva Wellassa The Great Liberation War: 1817–1818". Bản gốc lưu trữ ngày 26 tháng 10 năm 2014. Truy cập ngày 23 tháng 10 năm 2014.
8. ↑  "Wellassa riots in 1818". Bản gốc lưu trữ ngày 7 tháng 11 năm 2017. Truy cập ngày 4 tháng 8 năm 2009.
9. ↑  "Torture tree of the British Army". Truy cập ngày 23 tháng 10 năm 2014.
10. ↑  Müller, J. B. (ngày 6 tháng 11 năm 2010). "Anglophiles, Eurocentric arrogance and Reality". The Island.
11. ↑  Keerthisinghe, Lakshman I. (2013). "The British duplicity in protecting human rights in Sri Lanka". Daily Mirror. Bản gốc lưu trữ ngày 21 tháng 10 năm 2013. Truy cập ngày 21 tháng 10 năm 2013.
12. ↑  Sujit Sivasundaram, "Tales of the Land: British Geography and Kandyan Resistance in Sri Lanka, k. 1803–1850", Modern Asian Studies (2007) 41#5 pp. 925–965.
13. ↑  Christie, Nikki (2016). Britain: losing and gaining an empire, 1763–1914. Pearson.
14. ↑  "THE POPULATION I OF SRI LANKA" (PDF). CI.CR.É.D. Series. Bản gốc (PDF) lưu trữ ngày 1 tháng 7 năm 2014. Truy cập ngày 31 tháng 1 năm 2012.
15. ↑  "THE POPULATION I OF SRI LANKA" (PDF). CI.CR.É.D. Series. Bản gốc (PDF) lưu trữ ngày 1 tháng 7 năm 2014. Truy cập ngày 31 tháng 1 năm 2012.
16. ↑  SURYANARAYAN, V. "In search of a new identity". Frontline. Bản gốc lưu trữ 29 tháng 5 2008. Truy cập 31 tháng 1 2012.